# Salta (miasto)
Salta – miasto leżące w północno-zachodniej Argentynie (prowincja Salta), w Andach, na wysokości około 1200 metrów. Około 575,3 tys. mieszkańców.
W mieście rozwinął się przemysł spożywczy, włókienniczy, chemiczny oraz rafineryjny.

## Współpraca
- Iquique, Chile
- Calama, Chile
- San Cristóbal de La Laguna, Hiszpania
- Santa Cruz de la Sierra, Boliwia
- Tarija, Boliwia
- Maracay, Wenezuela